# Te Arawa
Pour la pirogue de haute mer de la tradition maorie, voir Arawa (pirogue).

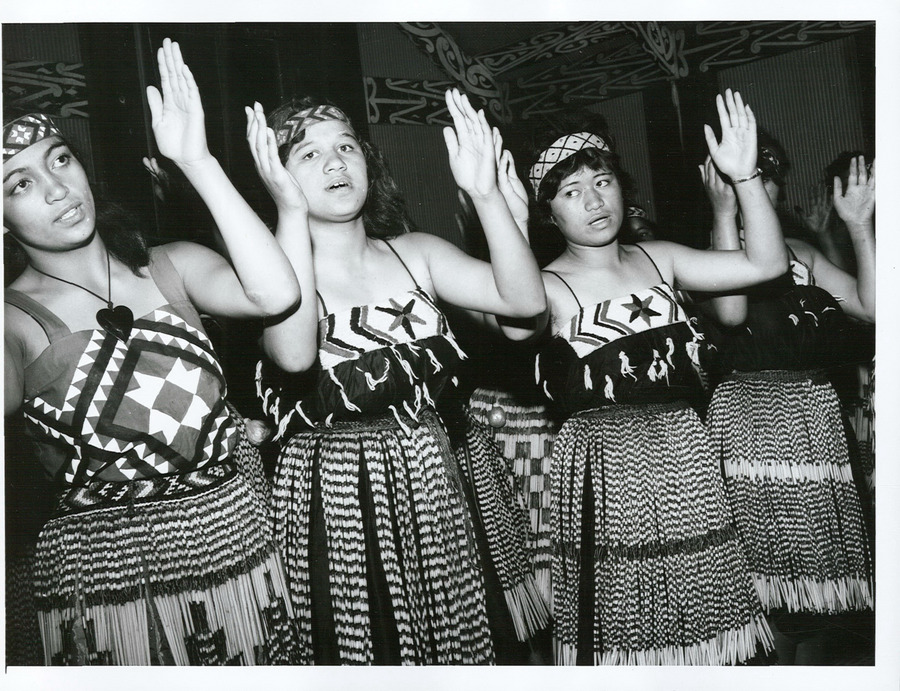
La tribu Te Arawa de Maketu fait une danse traditionnelle pour des invités.

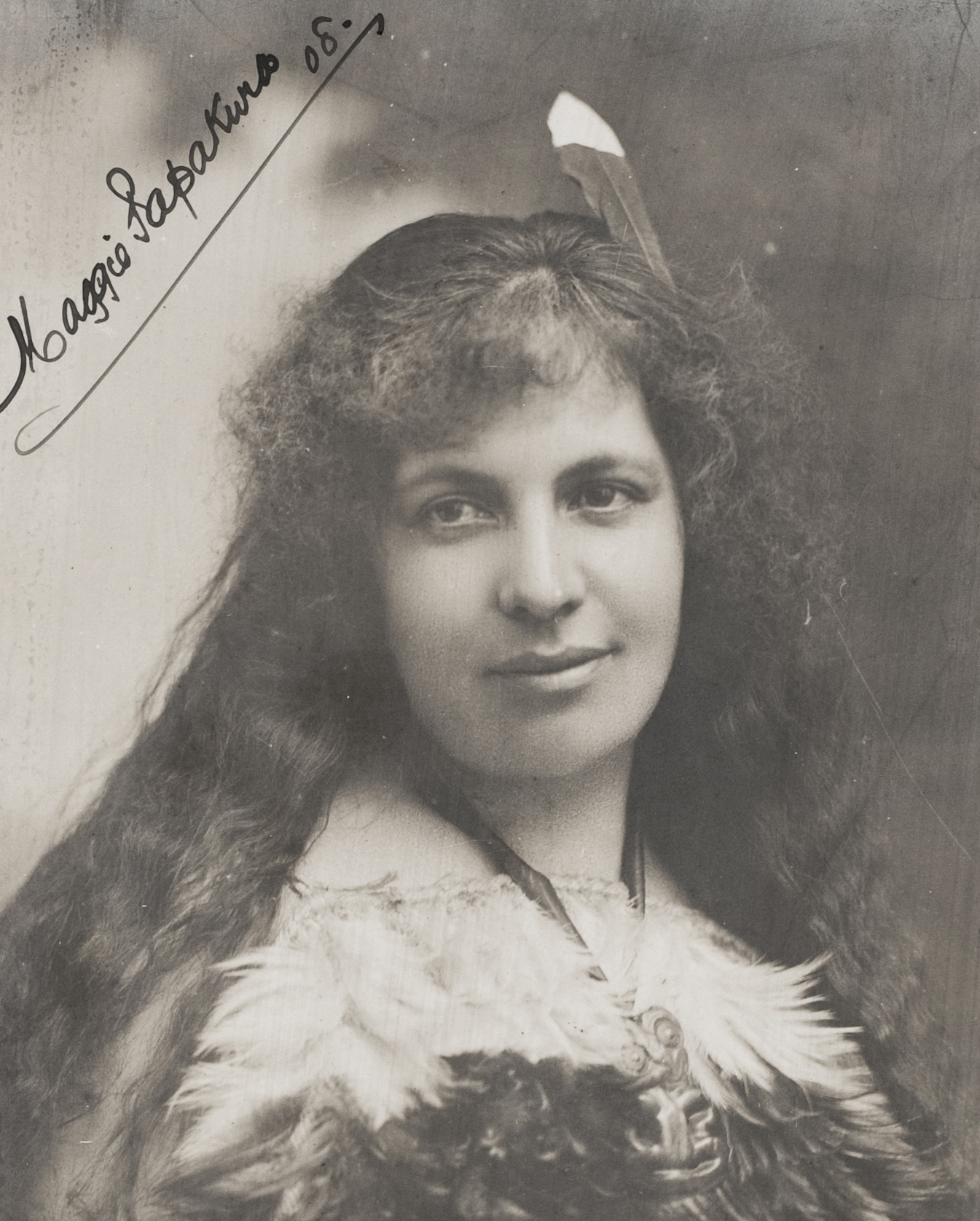
Mākereti Papakura (1873–1930) était guide, animatrice et ethnographe. Sa mère provient du hapu Ngāti Wāhiao de liwi Tūhourangi de Te Arawa et son père venait d'Angleterre.

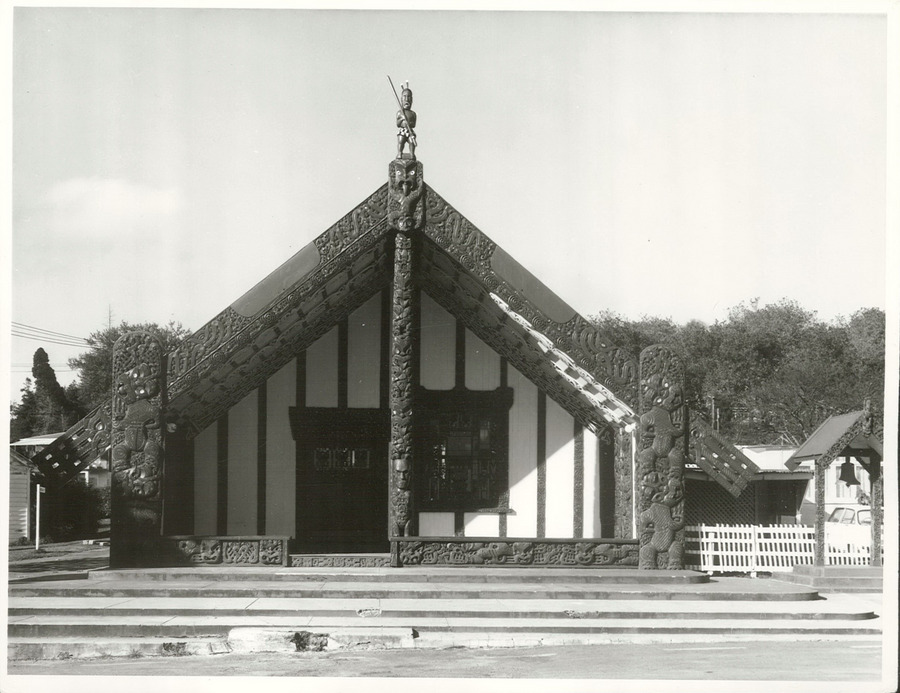
Le marae Te Papaiouru à Ohinemutu, Rotorua, en 1975. C'est le marae d'origine des sous-tribus Ngāti Tae-o-Tū et Ngāti Tūnohopū de liwi Ngāti Whakaue.

Te Arawa est une confédération de iwi et hapū (tribus et sous-tribus) maoris de Nouvelle-Zélande dont les ancêtres seraient arrivées de la Polynésie à Aotearoa à bord de la pirogue légendaire arawa,.
Basé dans les régions de Rotorua et de la Baie de l'Abondance, l'iwi Te Arawa comprend 56 hapū (sous-tribus) et 31 marae (groupements familiaux), pour une population d'environ 43 374 personnes selon le recensement de 2023, ce qui fait de la confédération le sixième plus grand iwi de Nouvelle-Zélande.

## Histoire de la tribu Te Arawa et de sa pirogue
L'iwi Te Arawa descend des Maoris qui ont migré vers Aotearoa sur la pirogue Arawa. Ils se sont installés dans la région de la Baie de l'Abondance, principalement autour des lacs de Rotorua (en). Trois sous-tribus principales se sont développées : Ngāti Pikiao (en) occupait l'extrémité orientale du lac Rotoiti et la région autour des lacs Rotoehu et Rotomā ; Tūhourangi (en) occupait le cours supérieur du fleuve Kaituna, l'ouest du lac Rotoiti et le côté sud-est du lac Rotorua, y compris Ohinemutu ; Ngāti Whakaue, anciennement connu sous le nom de Te Uri o Uenukukōpako, occupait l'île Mokoia et le côté nord-ouest du lac Rotorua.
De nombreux Te Arawa ont combattu pour le gouvernement colonial lors des guerres maories qui se sont déroulées dans l'île du Nord au milieu du XIXe siècle. C'est peut-être en partie pour cette raison que les iwi ont choisi de négocier directement avec le gouvernement de Nouvelle-Zélande sur leurs griefs historiques, en contournant le tribunal de Waitangi. Une série de négociations a abouti à plusieurs règlements de leurs diverses revendications, dont les plus importants concernent le règlement relatif aux 14 lacs, signé en décembre 2004, et le règlement de toutes les revendications historiques d'un groupe d'iwi et hapu Te Arawa, signé le 30 septembre 2006. Le gouvernement a présenté ses excuses à Te Arawa pour les violations du traité et a versé 36 millions de dollars de compensation ainsi que jusqu'à 500 km2 de terres forestières de la Couronne et 19 zones d'importance spéciale, y compris la réserve des sources thermales de Whakarewarewa.
Le 18 décembre 2015, Te Arawa a obtenu le droit de voter lors des réunions du Conseil des lacs de Rotorua par l'intermédiaire d'un conseil de partenariat iwi, Te Tatau o Te Arawa.

## Iwiethapuconstituant Te Arawa
Les tribus Te Arawa sont maintenant constituées de la confédération des iwi et hapu (tribus et clans) basés autour de Rotorua et de la baie de l'Abondance, une région du nord de la Nouvelle-Zélande qui rassemble une population d'environ 40 000 personnes en 2012.
Les principaux iwi et hapu qui constituent Te Arawa comprennent Ngāti Whakaue, Ngāti Rangiteaorere (en), Ngāti Pikiao (en), Ngāti Mākino (en), Ngāti Rangitihi (en), Ngāti Rangiwewehi (en), Tapuika (en), Waitaha, Ngati Ngararanui, Ngati Rongomai (en), Ngāti Tahu (en), Ngāti Whaoa (en), Ngāti Tarawhai (en), Ngāti Te Roro o Te Rangi, Ngāti Kea Ngati Tuara, Ngāti Tura-Ngati Te Ngakau, Uenuku-Kōpako (en), Tūhourangi (en), Ngāti Wahiao (en) Ngāti Manawa (en), et Ngāti Tuwharetoa (en).

## Radios FM de Te Arawa
Te Arawa FM est la première station de radio de l'iwi Te Arawa. Elle a été créée au début des années 1980 et est devenue une entité caritative en novembre 1990. La station a subi une transformation majeure en 1993, devenant Whanau FM. L'une des fréquences de la station 99.1 a été reprise par Mai FM en 1998 ; l'autre est devenue Pumanawa 89FM avant de revenir plus tard à Te Arawa FM. Elle est disponible sur 88.7 FM à Rotorua la fréquence 99.1 diffuse désormais la station commerciale The Heat 991 FM qui a commencé à émettre le 15 avril 2015.